# Газель (Берн)
Газель (нем. Gasel BE) — населённый пункт в Швейцарии, в кантоне Берн. 
Входит в состав округа Берн. Находится в составе коммуны Кёниц. Население составляет 778 человек (на 31 декабря 2003 года).